# Phạm Văn Đồng
Phạm Văn Đồng (1 tháng 3 năm 1906 – 29 tháng 4 năm 2000), bí danh Anh Tô, là một nhà cách mạng, nhà ngoại giao và chính khách người Việt Nam. Ông từng giữ chức Thủ tướng đầu tiên của nước Cộng hòa Xã hội chủ nghĩa Việt Nam từ năm 1976 (từ năm 1981 gọi là Chủ tịch Hội đồng Bộ trưởng) cho đến khi nghỉ hưu năm 1987. Trước đó ông từng giữ chức vụ Thủ tướng Chính phủ Việt Nam Dân chủ Cộng hòa từ năm 1955 đến năm 1976.
Phạm Văn Đồng là vị Thủ tướng Việt Nam tại vị lâu nhất (1955–1987) và là học trò, cộng sự thân thiết của Chủ tịch Hồ Chí Minh. Ông có tên gọi thân mật là Tô, đây từng là bí danh của ông. Ông còn có tên gọi là Lâm Bá Kiệt khi làm Phó chủ nhiệm cơ quan Biện sự xứ tại Quế Lâm (chủ nhiệm là Hồ Học Lãm).

## Tiểu sử
Phạm Văn Đồng sinh ngày 1 tháng 3 năm 1906 trong một gia đình trí thức ở Đức Tân, Mộ Đức, Quảng Ngãi. Từ nhỏ, ông được tiếp thu truyền thống văn hóa của quê hương và gia đình, trau dồi kiến thức về lịch sử, văn hóa của dân tộc và nhân loại. Ông theo học trường Quốc học Huế và sớm phát huy năng khiếu học tiếng Pháp; nhờ đó mà ông có thể nắm bắt nền tảng văn học-triết học Pháp nói riêng và phương Tây nói chung.
Năm 1925, ông tham gia phong trào bãi khóa của học sinh, sinh viên khi Phan Châu Trinh mất. Một năm sau (1926), ông sang Quảng Châu dự lớp huấn luyện cách mạng do Hồ Chí Minh tổ chức rồi gia nhập Việt Nam Thanh niên Cách mạng Đồng chí Hội. Năm 1929, ông được cử vào Kỳ bộ Nam Kỳ, rồi vào Tổng bộ Việt Nam Thanh niên Cách mạng Đồng chí Hội và tham gia đại hội của tổ chức này họp ở Hồng Kông. Tháng 7/1929, thực dân Pháp bắt ông và kết án đi đầy 10 năm tù ở Côn Đảo trong vụ án đường Barbier.
Năm 1936, sau khi ra tù, Phạm Văn Đồng hoạt động ở Hà Nội. Năm 1940, ông bí mật sang Trung Quốc cùng với Võ Nguyên Giáp, gia nhập Đảng Cộng sản Đông Dương và được Nguyễn Ái Quốc giao nhiệm vụ về nước xây dựng căn cứ địa gần biên giới Việt – Trung.
Năm 1945, tại Quốc dân Đại hội Tân Trào, Phạm Văn Đồng được bầu vào Ủy ban Thường trực gồm 5 người thuộc Ủy ban Dân tộc giải phóng, chuẩn bị cho Cách mạng tháng 8.

## Tham gia chính phủ

### Chiến tranh Đông Dương lần thứ nhất
Trước khi nước Việt Nam Dân chủ Cộng hòa được thành lập, ngày 16 tháng 8 năm 1945, Phạm Văn Đồng giữ chức Bộ trưởng Tài chính trong Chính phủ mới. Tuy nhiên, dấu ấn nổi bật của ông là trong lĩnh vực ngoại giao.
Ngày 2 tháng 3 năm 1946 tại Hà Nội, ông được bầu làm Phó Trưởng ban Thường vụ Quốc hội (khóa I).

Thủ tướng Phạm Văn Đồng (áo đen), đi sau chủ tịch Hồ Chí Minh ở thủ đô Paris, Pháp, 1946.

Ngày 31 tháng 5 năm 1946, Phạm Văn Đồng là Trưởng phái đoàn Việt Nam Dân chủ Cộng hòa tại Hội nghị Fontainebleau (Pháp) thay cho Nguyễn Tường Tam không nhận nhiệm vụ, nhằm tìm một giải pháp độc lập cho Đông Dương. Tuy nhiên, hội nghị thất bại do Pháp không trả lời dứt khoát về việc ấn định thời hạn thực hiện cuộc trưng cầu dân ý ở Nam Kỳ.
Khi Chiến tranh Đông Dương bùng nổ, ông được cử làm Đặc phái viên của Trung ương Đảng và Chính phủ tại Nam Trung Bộ. Năm 1947 ông được bầu làm Ủy viên dự khuyết Ban chấp hành Trung ương Đảng Cộng sản Đông Dương (Ủy viên chính thức từ năm 1949). Từ tháng 7 năm 1949, ông được cử làm Phó Thủ tướng duy nhất.
Tại Đại hội Đảng Cộng sản Đông Dương/Đảng Lao động Việt Nam lần thứ hai năm 1951, Phạm Văn Đồng trở thành ủy viên Bộ Chính trị Trung ương Đảng.
Sau thất bại của Nhật Bản, các lực lượng Việt Minh đã chiến đấu với lực lượng thực dân Pháp trong Chiến tranh Đông Dương lần thứ nhất kéo dài từ năm 1945 đến năm 1954. Người Pháp đã phải chịu thất bại nặng nề tại Trận chiến Điện Biên Phủ vào năm 1954 và hòa bình được thiết lập  tìm kiếm. Tháng 5 năm 1954, ông là trưởng phái đoàn Chính phủ dự Hội nghị Genève về Đông Dương. Những đóng góp của đoàn Việt Nam do ông đứng đầu tạo ra những đột phá đưa hội nghị để giành độc lập cho bán đảo Đông Dương. Trải qua 8 cuộc họp toàn thể và 23 phiên họp căng thẳng, phức tạp, với tinh thần chủ động và cố gắng của phái đoàn Việt Nam, thì đến ngày 20 tháng 7 năm 1954, bản Hiệp định đình chỉ chiến sự trên bán đảo Đông Dương đã được ký kết thừa nhận tôn trọng độc lập, chủ quyền của các nước Việt Nam, Lào và Campuchia. Lực lượng Pháp rút khỏi cuộc xung đột trực tiếp với miền Bắc Việt Nam mới độc lập. Các lực lượng Pháp rút khỏi cuộc xung đột trực tiếp với miền Bắc Việt Nam mới độc lập. Ông đã ký hiệp định hòa bình với Thủ tướng Pháp Pierre Mendès.
Tháng 9 năm 1954, Phạm Văn Đồng kiêm chức Bộ trưởng Ngoại giao nước Việt Nam Dân chủ Cộng hòa, Trưởng ban Đối ngoại Trung ương Đảng.

## Thủ tướng Chính phủ (1955-1987)
Từ ngày 20 tháng 9 năm 1955, ông trở thành thủ tướng Chính phủ của Việt Nam Dân chủ Cộng hòa. Từ năm 1976, ông là thủ tướng của Cộng hòa xã hội chủ nghĩa Việt Nam, phó chủ tịch Hội đồng Quốc phòng cho đến khi về hưu năm 1987. Ông cũng liên tục làm đại biểu Quốc hội từ năm 1946 đến năm 1987.

### Chiến tranh chống Mỹ
Trong năm 1954, ông giữ chức Phó Thủ tướng kiêm Bộ trưởng Bộ Ngoại giao. Tại kỳ họp thứ 5 Quốc hội khoá I VNDCCH (1955), ông được cử làm Thủ tướng. Năm 1960, Phạm Văn Đồng trở thành gương mặt đại diện của Việt Nam Dân chủ Cộng hòa trong chiến tranh với Hoa Kỳ, vì ông là người thường nói chuyện với các nhà ngoại giao và nhà báo nước ngoài. Ông được biết là có mối liên hệ chặt chẽ với chính phủ Trung Quốc, chính phủ đã giúp tài trợ cho Việt Nam Dân chủ Cộng hòa. Ông cũng là một trong những nhân vật tham gia vào các cuộc đàm phán hòa bình nhằm chấm dứt xung đột dưới chính quyền của Lyndon B. Johnson và Richard Nixon.
Năm 1963, Phạm Văn Đồng tham gia vào "vụ Maneli", được đặt tên theo Mieczysław Maneli, ủy viên Ba Lan của Ủy ban Kiểm soát Quốc tế. Vào tháng 5 năm 1963, Phạm Văn Đồng nói với Maneli rằng ông quan tâm đến kế hoạch hòa bình kêu gọi liên bang của hai miền Việt Nam, nói rằng chỉ cần các cố vấn Mỹ rời khỏi miền Nam Việt Nam thì "chúng tôi có thể đạt được thỏa thuận với bất kỳ người Việt Nam nào". Phản ánh những vấn đề do hạn hán ở miền Bắc Việt Nam gây ra, Phạm Văn Đồng nói với Maneli rằng ông sẵn sàng chấp nhận một lệnh ngừng bắn, sau đó sẽ là một cuộc trao đổi hàng đổi hàng với than từ miền Bắc Việt Nam được đổi lấy gạo từ miền Nam Việt Nam. Năm 1964–1965, Phạm Văn Đồng tham gia vào cái gọi là "Sứ mệnh trên biển", gặp gỡ nhà ngoại giao J. Blair Seaborn, người từng là Ủy viên Canada của Ủy ban Quốc tế về Giám sát và Kiểm soát. Ngày 8 tháng 6 năm 1964, ông Phạm Văn Đồng gặp Seaborn tại Hà Nội. Seaborn đã nhận được lời đề nghị từ Tổng thống Johnson hứa viện trợ kinh tế hàng tỷ đô la Mỹ và công nhận ngoại giao đối với Việt Nam Dân chủ Cộng hòa để đổi lấy việc họ từ bỏ mục tiêu đánh đổ chính phủ Việt Nam Cộng hòa và chấp nhận sự chia cắt Việt Nam. Seaborn cũng cảnh báo rằng Johnson đang xem xét một chiến dịch ném bom chiến lược nhắm vào miền Bắc Việt Nam nếu lời đề nghị của ông bị từ chối. Ông Đồng nói với Seaborn rằng các điều khoản của Mỹ là không thể chấp nhận được và ông yêu cầu Mỹ chấm dứt hỗ trợ cho Việt Nam Cộng hòa; miền Nam Việt Nam trở thành vùng trung lập trong Chiến tranh Lạnh; và để Mặt trận Dân tộc Giải phóng, hay còn được phía Việt Nam Cộng hoà và cùng các đồng minh phương Tây gọi là Việt Cộng, tham gia vào một chính phủ liên minh ở Sài Gòn.

### Sau hòa bình
Sau khi đất nước thống nhất, cả nước đi lên chủ nghĩa xã hội, ngày 19 tháng 12 năm 1976, Đại hội Đảng lần thứ IV đã bầu Phạm Văn Đồng vào Ban Chấp hành Trung ương Đảng và Ủy viên Bộ Chính trị.
Phạm Văn Đồng rất trăn trở trước những khó khăn của đất nước. Ông đã chỉ đạo cho cán bộ đi khảo sát "khoán chui" trong nông nghiệp ở Hải Phòng. Ông Đồng trực tiếp làm việc với cán bộ lãnh đạo Hải Phòng và kết luận cái được, cái chưa được trong cơ chế khoán này. Đó là tiền đề cho Chỉ thị của Đảng về khoán hộ trong nông nghiệp ở thời kỳ đổi mới, một giải pháp hiệu quả cho nền nông nghiệp. Cũng thời gian này, đồng chí đã đồng ý cho Thành phố Hồ Chí Minh áp dụng biện pháp mới trong cơ chế sản xuất công nghiệp và từng bước tổng kết. Từ đó đã ra đời các Quyết định 25/CP và 26/CP của Chính phủ, mở ra cơ chế mới trong sản xuất kinh doanh, từng bước xóa bỏ cơ chế quan liêu bao cấp. Đó là những bước đầu của tư tưởng đổi mới.
Tại Đại hội Đảng lần thứ V, ngày 30 tháng 3 năm 1982, Ban Chấp hành Trung ương đã tiếp tục bầu Phạm Văn Đồng vào Ban Chấp hành Trung ương Đảng và Ủy viên Bộ Chính trị. Trong thời gian làm thủ tướng chính phủ, Phạm Văn Đồng và Nguyễn Văn Linh đã lên tiếng ủng hộ đạo diễn Trần Văn Thủy trong sự kiện về bộ phim tài liệu Hà Nội trong mắt ai.
Sau khi Tổng bí thư Lê Duẩn mất vào ngày 10 tháng 7 năm 1986, ông cùng với các nhà lãnh đạo gấp rút chuẩn bị cho kì Đại hội Đảng lần thứ VI sắp diễn ra vào tháng 12 này. Ngày 18 tháng 12 năm 1986, ông cùng với Trường Chinh và Lê Đức Thọ (ba nhà lãnh đạo cao nhất lúc bấy giờ) tuyên bố từ chức và sẽ không ứng cử Bộ Chính trị khóa VI hoặc Ban chấp hành Trung ương khóa VI và cả ba ông đã được bổ nhiệm vào Hội đồng cố vấn Ban Chấp hành Trung ương Đảng Cộng sản Việt Nam.

## Cố vấn Ban Chấp hành Trung ương Đảng (1986-1997)
Phạm Văn Đồng là Cố vấn Ban chấp hành Trung ương Đảng Cộng sản Việt Nam từ tháng 12 năm 1986 đến 1997. Ông cùng Tổng Bí thư Nguyễn Văn Linh và Thủ tướng Đỗ Mười đã tham gia cuộc gặp không chính thức với lãnh đạo Trung Quốc tại Thành Đô tháng 9 năm 1990 nhằm bình thường hóa mối quan hệ giữa hai nước sau hơn 10 năm căng thẳng và xung đột.
Ngày 21 tháng 8 năm 1998, thủ tướng Phan Văn Khải ký quyết định số 746/QĐ – TTg bổ nhiệm ông làm chủ tịch danh dự Hội đồng Quốc gia Chỉ đạo Biên soạn Từ điển bách khoa Việt Nam
Ông đã được tặng thưởng Huân chương Sao Vàng của Việt Nam và nhiều huân chương khác của nhiều nước như Liên Xô, Lào, Campuchia, Cuba, Bulgaria, Ba Lan và Mông Cổ.
Từ đầu thập niên 80 thế kỷ XX, do bị teo dây thần kinh đáy mắt nên mắt ông bắt đầu mờ dần.
Tháng 5 năm 1999, dù tuổi cao, sức khỏe không còn tốt, ông vẫn gửi đến Tạp chí Cộng sản bài viết "Nêu cao danh hiệu Đảng Cộng sản Việt Nam, đảng viên Đảng Cộng sản Việt Nam". Tại đây, ông đã chỉ rõ những mặt yếu kém cần sửa chữa, khắc phục, với tinh thần thấy rõ sự thật, nói đúng sự thật, nói hết sự thật, nghiêm khắc và sắc bén làm nổi rõ những gì phải giải quyết, đồng thời đưa ra những biện pháp giải quyết thiết thực và hiệu quả. Những lời tâm huyết từ đáy lòng của người chiến sĩ cách mạng lão thành đã cống hiến cả cuộc đời mình cho sự nghiệp đấu tranh của Đảng của dân tộc, đã có sức lay động con tim độc giả. Bài viết đã gây được sự chú ý của dư luận trong những ngày đầu cuộc vận động triển khai thực hiện Nghị quyết Trung ương VI (lần 2).

## Qua đời và tang lễ
Ông từ trần vào lúc 23 giờ 10 phút, ngày 29 tháng 4 năm 2000 (tức ngày 25 tháng 3 năm Canh Thìn) tại Hà Nội, hưởng thọ 94 tuổi. Lễ quốc tang được tổ chức trong 2 ngày, từ ngày 5 đến ngày 6 tháng 5 năm 2000. Lễ viếng của ông được tổ chức tại Nhà tang lễ quốc gia, số 5 Trần Thánh Tông, Hà Nội trong suốt 2 ngày quốc tang. Lễ truy điệu được tổ chức vào 8:00, ngày 6 tháng 5 năm 2000 tại Nhà tang lễ quốc gia, số 5 Trần Thánh Tông. Sau đó, ông được an táng tại Nghĩa trang Mai Dịch. Lễ truy điệu và an táng ông Phạm Văn Đồng được truyền hình trực tiếp trên các kênh hòa sóng của VTV.

## Gia đình
Mẹ của Phạm Văn Đồng là cụ Nguyễn Thị Tuân.
Phạm Văn Đồng có vợ là bà Phạm Thị Cúc (sinh năm 1922, kém ông 16 tuổi), sinh được một người con trai duy nhất là Phạm Sơn Dương (sinh năm 1951), hiện là thiếu tướng Quân đội nhân dân Việt Nam, phó giám đốc Viện Khoa học và Công nghệ Quân sự. Sau khi lấy bà Cúc (tháng 10 năm 1946) Phạm Văn Đồng vào công tác trong Liên khu V. Mấy năm sau, bà Cúc được phép vào Nam sống với chồng. Vào đến nơi thì Phạm Văn Đồng lại được lệnh ra Bắc. Sau đó bà Cúc bị bệnh "nửa quên nửa nhớ" (theo lời của Việt Phương, người từng làm thư ký cho Phạm Văn Đồng trong 53 năm) kéo dài cho đến tận bây giờ. Phạm Văn Đồng từng đưa bà Cúc sang Trung Quốc, Liên Xô chữa bệnh nhưng vẫn không khỏi. Phạm Văn Đồng mất trước bà Phạm Thị Cúc. Bà Phạm Thị Cúc mất lúc 10 giờ 45 phút sáng ngày 15 tháng 10 năm 2018, hưởng thọ 96 tuổi.
Phạm Sơn Dương có vợ là Minh Châu và hai người con: con trai Quốc Hoa, con gái Quốc Hương. Tên của Quốc Hoa và Quốc Hương là do Phạm Văn Đồng đặt, ý là "hoa, hương của đất nước".

## Đánh giá
Với bề dày hơn 70 năm hoạt động trong sự nghiệp Cách mạng của Đảng Cộng sản Việt Nam, trong đó nhiều năm giữ các cương vị lãnh đạo chủ chốt, Phạm Văn Đồng được nhiều nhà lãnh đạo của Đảng Cộng sản và học giả trong nước, những người gần gũi với ông đánh giá là có nhiều đóng góp quan trọng trên nhiều lĩnh vực.
Thủ tướng Võ Văn Kiệt nhận xét về ông "tác phong giản dị mà lịch thiệp", "lối sống đạm bạc mà văn hóa" "rất mực ôn hòa" "hết mức bình dị" và "Năm trước, ở bài viết trong cuốn sách kỷ niệm về anh Sáu Thọ, tôi có nhắc tới biệt danh "Sáu Búa" thể hiện tính quyết đoán cao và sự thẳng thắn trong đấu tranh nội bộ của anh Sáu. Với Anh Tô, tôi thấy dường như Anh là sự bù trừ cho anh Sáu và một số anh khác".

## Đàm phán ở Genève năm 1954
Ông Việt Phương, nguyên thư ký của Thủ tướng Phạm Văn Đồng, trong buổi họp báo giới thiệu sách của các nhà ngoại giao, đã tiết lộ rằng khi đàm phán hiệp định Genève (1954), do đoàn Việt Nam không có điện đài nên Bộ trưởng Ngoại giao lúc đó là Phạm Văn Đồng đã mắc một sai lầm khi nhờ Trung Quốc chuyển các bức điện về nước, do vậy Trung Quốc biết hết các sách lược của Việt Nam và sử dụng chúng để ép Việt Nam ký hiệp định theo lợi ích của Trung Quốc. Trong đàm phán Phạm Văn Đồng sử dụng phiên dịch Trung Quốc nên nội dung liên lạc giữa đoàn đàm phán và Trung ương, Trung Quốc đều biết trước và tìm cách ngăn chặn. Phạm Văn Đồng sau này cũng thừa nhận là đoàn Việt Nam khi đó quá tin đoàn Trung Quốc. Tại hội nghị ấy, Phạm Văn Đồng chỉ chủ yếu tiếp xúc với đoàn Liên Xô và đoàn Trung Quốc, trong khi Anh là đồng chủ tịch, quan điểm lại khác với Pháp, nhưng ông lại không tranh thủ, không hề tiếp xúc với phái đoàn Anh.

## Văn kiện gây tranh cãi 1958
Chính phủ Trung Quốc ra Tuyên bố về lãnh hải 12 hải lý ngày 4 tháng 9 năm 1958. Phạm Văn Đồng sau đó đã viết một Công hàm gửi cho Thủ tướng Trung Quốc Chu Ân Lai vào ngày 14 tháng 9 năm 1958 và sau đó cho đăng trên báo Nhân dân ngày 22 tháng 9 năm 1958,  trong đó có đoạn: 

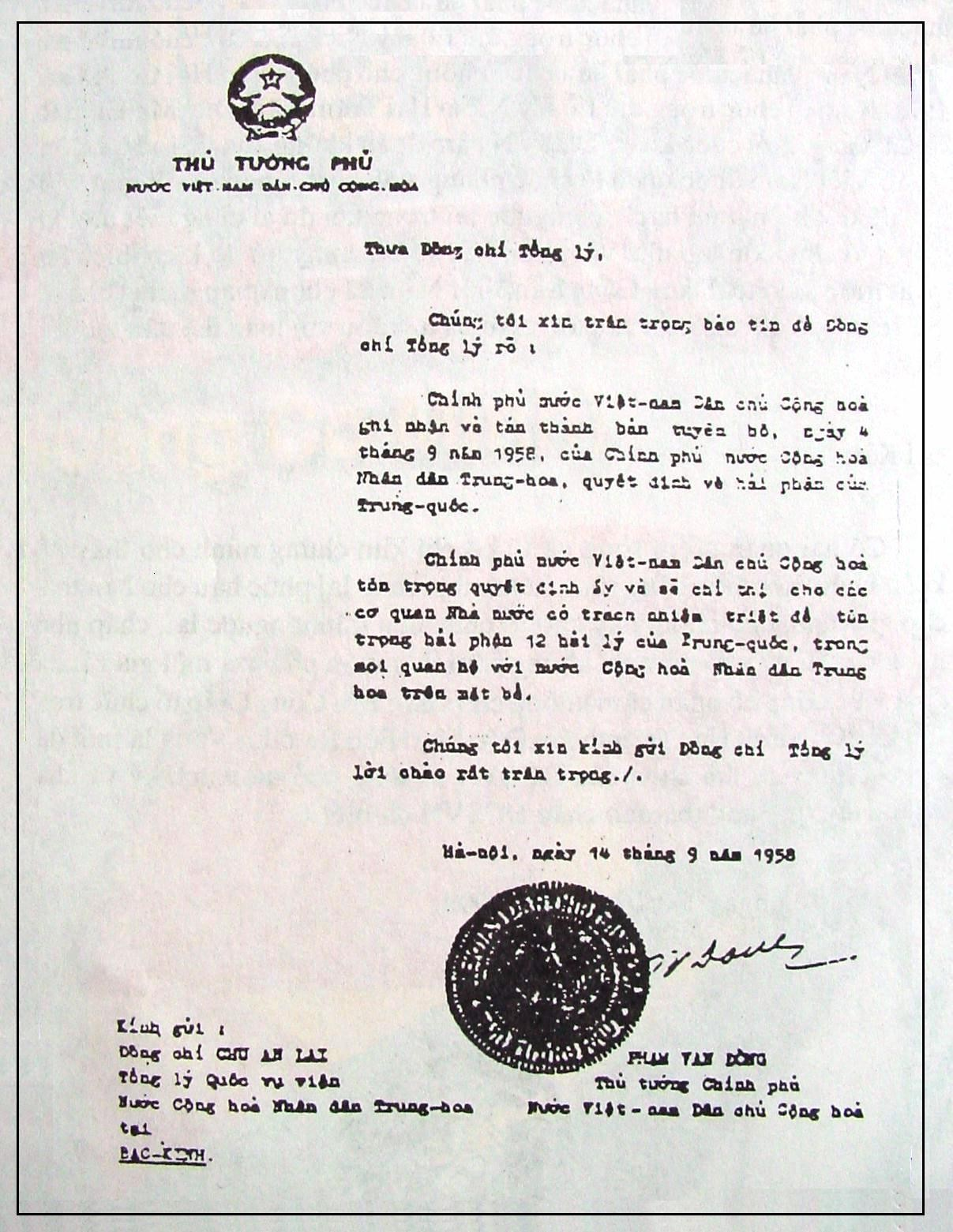
Năm 1958, Công hàm của Thủ tướng Việt Nam dân chủ cộng hòa Phạm Văn Đồng gửi cho thủ tướng Cộng hòa Nhân dân Trung Hoa Chu Ân Lai

Thủ tướng Việt Nam Dân chủ Cộng hòa: Phạm Văn Đồng gửi thứ trưởng Bộ Ngoại giao Trung Quốc, ghi nhận và tán thành bản tuyên bố ngày 4 tháng 9 năm 1958 của chính phủ Trung Quốc về hải phận.
Theo quan điểm của Trung Quốc (tài liệu Bộ Ngoại giao), công hàm của Thủ tướng nước Việt Nam Dân Chủ Cộng Hoà Phạm Văn Đồng đương nhiên "công nhận" chủ quyền của Trung Quốc đối với các quần đảo trên biển Đông vì trước đó trong số báo ngày 6 tháng 9 báo Nhân dân "đã đăng chi tiết về Tuyên bố Lãnh hải của chính phủ Trung Quốc trong đó đường cơ sở để tính lãnh hải bao gồm bờ biển hai quần đảo Tây Sa và Nam Sa trên biển Đông". Các tài liệu công bố công khai cho công chúng Trung Quốc bản dịch tiếng Trung đều không dịch đầy đủ nội dung của văn kiện này, thiếu một số nội dung trong đó có đoạn "triệt để tôn trọng hải phận 12 hải lý của Trung Quốc".
Theo Tuyên bố của Bộ Ngoại giao nước Cộng hòa XHCN Việt Nam về quần đảo Hoàng Sa và Trường Sa ngày 7 tháng 8 năm 1979 thì: Sự diễn giải của Trung quốc về bản công hàm ngày 14 tháng 9 năm 1958 của Thủ tướng nước Việt Nam Dân chủ Cộng Hoà như một sự công nhận chủ quyền của phía Trung quốc trên các quần đảo là một sự xuyên tạc trắng trợn khi tinh thần và ý nghĩa của bản công hàm chỉ có ý định công nhận giới hạn 12 hải lý của lãnh hải Trung quốc. (Tức là khoảng 22 km, mà không cho biết đường cơ sở để tính chủ quyền 12 hải lý có bao gồm đường bờ biển hai quần đảo đó hay không). Văn bản này không đề cập đến hai quần đảo mà chỉ đề cập đến cơ sở khoảng cách trên biển mà Trung Quốc dùng để tính hải phận. Việt Nam khẳng định lại chủ quyền đối với 2 quần đảo này, nhắc lại lập trường của Việt Nam về việc giải quyết sự tranh chấp về 2 quần đảo giữa hai nước bằng thương lượng hoà bình.

## Vinh danh
Hiện nay ở thủ đô Hà Nội, tên Phạm Văn Đồng được đặt cho đoạn đường nối từ ngã tư Xuân Thủy – Phạm Hùng – Hồ Tùng Mậu đến cầu Thăng Long mở đầu cho tuyến đường dẫn từ nội thành Hà Nội tới sân bay quốc tế Nội Bài. Ngoài ra tại Việt Nam, tên ông còn được đặt cho nhiều tuyến đường lớn ở Đà Nẵng, Đồng Hới, Nha Trang, Hải Phòng, Thành phố Hồ Chí Minh,... Tại Đà Nẵng có một bãi biển mang tên ông. Tại Quảng Ngãi có một trường đại học mang tên ông, dựa trên cơ sở nâng cấp trường Cao đẳng Sư phạm Quảng Ngãi và Trường Cao đẳng cộng đồng Quảng Ngãi.